# Artavasdes I Mamicônio
Artavasdes I Mamicônio (em latim: Artavasdes; em armênio: Արտաւազդ; romaniz.: Artawazd) foi um asparapetes (comandante-em-chefe do Reino da Armênia) e o membro conhecido mais antigo da família Mamicônio. É mencionado com certeza nas Histórias Épicas de Fausto, o Bizantino, mas a literatura aponta que deve ser o homônimo mencionado nas obras de Agatângelo e Moisés de Corene. Esteve ativo durante o reinado do rei Tiridates III (r. 298–330).

## Nome
Artavasdes, Artoasdes ou Artabazo (Artabazus) são as formas latinas do armênio Astavasde (em armênio/arménio: Արտաւազդ, Artawazd), que derivou do avéstico Axavasda (Ašavazdah-), "aquele que promove a justiça", através do iraniano antigo *Artavasda (*Artavazdah). Foi registrado em persa médio como *Ardevaste (*Ard-vast), em grego como Artabasdo (Αρτάβασδος, Artábasdos), Artauasdes (Αρταουάσδης, Artaouásdēs), Artabazes (Αρτάβαζης, Artábazēs) e Artabazo (Αρτάβαζος, Artábazos) e em árabe como Artabatus (em árabe: ارتاباتوس).

## Biografia

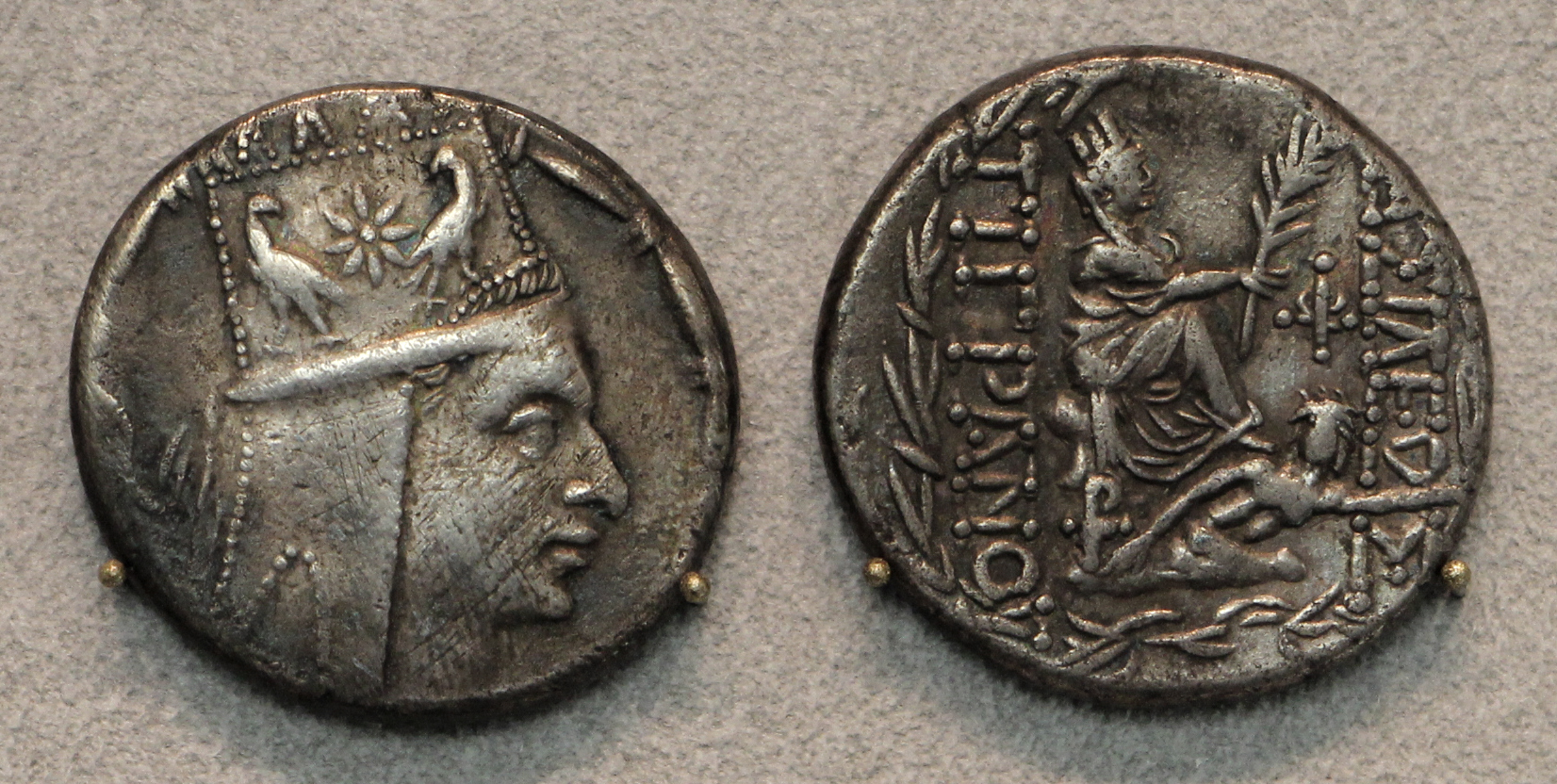
Tetradracma de

Artavasdes é o membro mais antigo conhecido da família Mamicônio. É um provável descendente de Manceu, um general de Tigranes, o Grande (r. 95–55 a.C.), que defendeu Tigranocerta contra os romanos em 69 a.C.. O nome de seus pais é desconhecido, bem como quando nasceu, mas Christian Settipani propôs que pode ter nascido por volta de 265. Considerando a presença do nome Amazaspo entre seus descendentes, Settipani pensa que pode ter se casado com uma filha de Amazaspo III, rei da Ibéria, com quem teria gerado ao menos um filho, Vache I. Settipani ainda sugeriu que teve outro filho, Amazaspo, que era pai de Vasaces I, Vardanes I, Vaanes, Amazaspiano I, Amazaspui e Bagos, enquanto Cyril Toumanoff acha que eram filhos de Artavasdes II, filho de Vache.
A fonte que o menciona com clareza são as Histórias Épicas de Fausto, o Bizantino, segundo as quais era naapetes (chefe de sua família) e asparapetes (comandante-em-chefe) do Reino da Armênia antes de ser sucedido por seu filho Vache. Moisés de Corene não faz quaisquer menções aos Mamicônios nesse contexto e substituiu Artavasdes por certo homônimo da família Mandacúnio, cuja existência é contestada como uma fabricação do autor para substituir o histórico Artavasdes. Em seu relato, afirmou que Artavasdes serviu como tutor e pai adotivo dos reis arsácidas (dayeak), o que confirma a posição privilegiada dos Mamicônios à época, e que foi responsável por levar o futuro Tiridates III (r. 298–330) ao Império Romano após o assassinato de seu pai, Cosroes II (r. 279/80–287).[a] De acordo com Moisés, quando Tiridates ascendeu ao trono, nomeou Artavasdes como asparapetes em recompensa. Agatângelo afirmou que recebeu a missão de buscar em Cesareia Mázaca os filhos de Gregório, o Iluminador, os futuros Aristácio I e Vertanes I, e levá-los à Armênia. Deve ter morrido após 314, no contexto das guerras de Tiridates III no norte do país.